# Големоока риба тон
Големооката риба тон (Thunnus obesus) е вид бодлоперка от семейство Scombridae. Видът е уязвим и сериозно застрашен от изчезване.

## Разпространение и местообитание
Разпространен е в Австралия, Американска Самоа, Американски Вирджински острови, Ангола, Ангуила, Антигуа и Барбуда, Аржентина, Аруба, Барбадос, Бахамски острови, Белиз, Бермудски острови, Бонер, Бразилия, Британски Вирджински острови, Бруней, Вануату, Великобритания, Венецуела, Виетнам, Габон, Гамбия, Гана, Гваделупа, Гватемала, Гвиана, Гвинея, Гвинея-Бисау, Гренада, Гуам, Демократична република Конго, Доминика, Доминиканска република, Еквадор, Екваториална Гвинея, Йемен, Източен Тимор, Индия, Индонезия, Ирландия, Испания, Кабо Верде, Кайманови острови, Камбоджа, Канада, Кения, Кирибати, Китай, Кокосови острови, Колумбия, Коста Рика, Кот д'Ивоар, Куба, Кюрасао, Либерия, Мавритания, Мавриций, Мадагаскар, Малайзия, Малдиви, Малки далечни острови на САЩ, Мароко, Мартиника, Маршалови острови, Мексико, Микронезия, Мозамбик, Монсерат, Намибия, Науру, Нигерия, Никарагуа, Ниуе, Нова Зеландия, Нова Каледония, Оман, Остров Норфолк, Остров Рождество, Острови Кук, Пакистан, Палау, Панама, Папуа Нова Гвинея, Перу, Питкерн, Португалия, Провинции в КНР, Пуерто Рико, Реюнион, Русия, Саба, Салвадор, Самоа, САЩ, Свети Мартин, Северна Корея, Северни Мариански острови, Сейнт Винсент и Гренадини, Сейнт Китс и Невис, Сейнт Лусия, Сейшели, Сен Бартелми, Сен Естатиус, Сенегал, Сиера Леоне, Сингапур, Синт Мартен, Соломонови острови, Сомалия, Суринам, Тайван, Тайланд, Танзания, Токелау, Тонга, Тринидад и Тобаго, Тувалу, Търкс и Кайкос, Уолис и Футуна, Уругвай, Фиджи, Филипини, Фолкландски острови, Френска Гвиана, Френска Полинезия, Хаити, Хондурас, Хонконг, Чили, Шри Ланка, Южна Африка, Южна Корея, Ямайка и Япония.
Обитава крайбрежията на океани, морета и заливи в райони с тропически, умерен и субтропичен климат.

## Описание
На дължина достигат до 2,5 m, а теглото им е не повече от 210 kg.
Продължителността им на живот е около 11 години. Популацията на вида е намаляваща.